# The Tamperer featuring Maya
The Tamperer est un groupe de musique électronique américo-italien dont le premier album est sorti en 1998.

## Discographie

### Albums
- Fabulous (1998)

### Singles
| Année                                                              | Single                                          | Meilleure position | Meilleure position | Meilleure position | Meilleure position | Meilleure position | Meilleure position | Meilleure position | Meilleure position | Meilleure position | Meilleure position | Meilleure position | Certifications         | Album    |
| Année                                                              | Single                                          | Belgique (Vl)      | Belgique (Fr)      | Finlande           | France             | Allemagne          | Irlande            | Italie             | Pays-Bas           | Suède              | Royaume-Uni        | États-Unis Dance   | Certifications         | Album    |
| ------------------------------------------------------------------ | ----------------------------------------------- | ------------------ | ------------------ | ------------------ | ------------------ | ------------------ | ------------------ | ------------------ | ------------------ | ------------------ | ------------------ | ------------------ | ---------------------- | -------- |
| 1998                                                               | Feel It                                         | 3                  | 1                  | 7                  | 5                  | 31                 | 1                  | 3                  | 7                  | 20                 | 1                  | 4                  | - Royaume-Uni BPI : Or | Fabulous |
| 1998                                                               | If You Buy This Record Your Life Will Be Better | 20                 | 29                 | 9                  | 60                 | 74                 | 6                  | 10                 | 18                 | 23                 | 3                  | 15                 |                        | Fabulous |
| 1998                                                               | Hammer to the Heart                             | 45                 | —                  | —                  | —                  | —                  | 23                 | —                  | 88                 | 23                 | 6                  | —                  |                        | Fabulous |
| "—" signifie que le single n'est pas sorti ou classé dans le pays. |                                                 |                    |                    |                    |                    |                    |                    |                    |                    |                    |                    |                    |                        |          |